# Pannonia Regio
La Pannonia Regio è una struttura geologica della superficie di 21 Lutetia.